# Zwarte mosterd
Zwarte mosterd (Brassica nigra) is een eenjarige, kruidachtige plant uit de kruisbloemenfamilie (Brassicaceae). De plant wordt gekweekt voor de zaden die worden toegepast als specerij. De plant heeft 2n = 16 chromosomen.
Men neemt aan dat zwarte mosterd zijn oorsprong vindt in het Middellandse Zeegebied, waar de soort al duizenden jaren verbouwd wordt.

## Vergelijkbare plant
Zwarte mosterd lijkt op witte mosterd (Sinapis alba), maar zwarte mosterd heeft kleinere zaden.

## Beschrijving
De zwarte mosterd wordt 60-120 cm hoog. De rechtopgaande en bovenaan vertakte stengel is ten minste onderaan behaard.
Het blauwgroene blad zit afwisselend aan de stengel. De grond bladeren en onderste stengelbladeren hebben een 10 cm lang bladsteel. De liervormige, veerspletige tot veerdelige, aan beide zijden behaarde bladschijf is 6-30 cm lang en 1-10 cm breed en heeft één tot drie paar zijslippen. De bovenste bladeren zijn eirond tot lijnvormig en hebben ook een bladsteel. De bladschijf is ongeveer 5 cm lang en 1,5 cm breed. De bladrand is getand of gaaf.
Zwarte mosterd bloeit van juni tot in september. De bloeiwijze is een tros met gele bloemen, die tijdens de afrijping langer wordt. De kelkbladen zijn 4-6 mm lang en 1-1,5 mm breed. Ze zijn tijdens de bloei op een gegeven moment recht afstaand. De kroonbladen zijn 7-9 mm lang en 3-4,5 mm breed. Ze hebben een 3-6 mm lange nagel. De zes meeldraden hebben een 3,5-5 mm lange helmdraad en 1-1,5 mm lange helmhokjes.
De vierkantige met vlakke zijden, 1-2,5 cm lange en 2-3 mm brede hauw heeft een 3-5 mm lange steel en zit tegen de as van de bloeistengel aangedrukt. In een hauw zitten vier tot tien zaden. De kogelronde, donkerbruine, grauwe of zwarte zaden hebben een netvormige zaadhuid.

## Voorkomen
In het wild komt zwarte mosterd voor op open, vochtige, voedselrijke plaatsen langs rivieren, dijken en in bermen. Maar groeit ook wel op venige, zilte gronden.

## Toepassingen

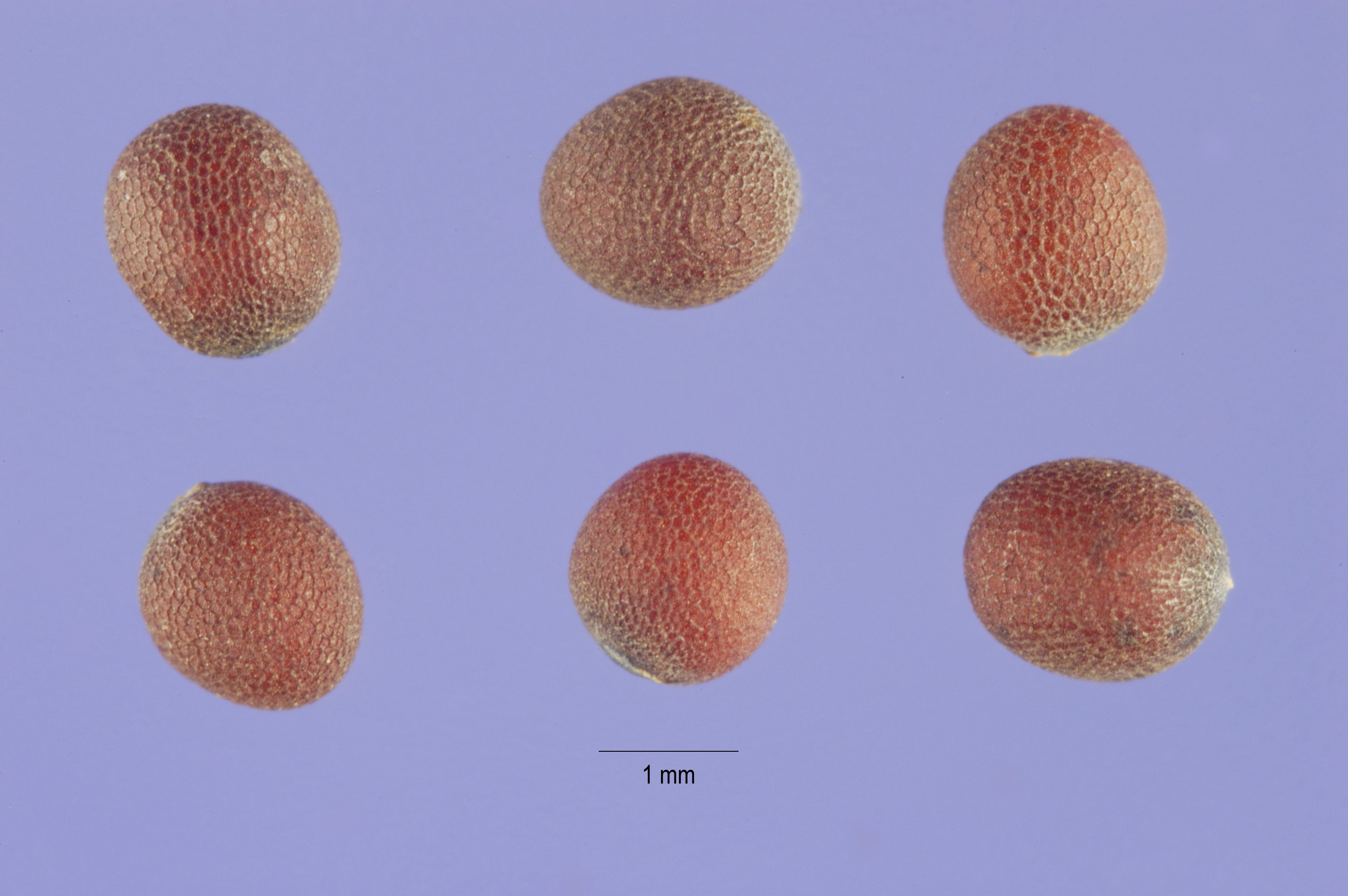
Zaden

De specerij mosterd wordt van de zaden van de plant gemaakt, waarbij de zaadhuid al dan niet verwijderd wordt. De zaden variëren in kleur van donkerbruin tot zwart. De olie waaruit mosterd en piccalilly gemaakt wordt, komt uit de zaden. Deze worden hiervoor gemalen of gebroken, waarna de eigenlijke verwerking kan plaatsvinden. De zaadjes hebben een scherpe, pikante smaak.
Sinds de jaren 1950 is de zwarte mosterd in populariteit gedaald ten gunste van de sareptamosterd (Brassica juncea) omdat sommige rassen van de bruine mosterd zaden hebben die mechanisch geoogst kunnen worden.
Beide soorten werden in de jaren 1990 hoofdzakelijk in Midden- en West-Canada en in Ethiopië geteeld. Na de Tweede Wereldoorlog is in de kop van Noord-Holland enige tijd zwarte mosterd geteeld, dit bleek niet lonend.
De plant heeft ook medicinale toepassingen. Zo kan hij uitwendig gebruikt worden voor een plaatselijke verbetering van de doorbloeding. Het eten van zwarte mosterd is goed voor de spijsvertering.
De bladeren zijn, net als de zaden, eetbaar.
De plant is zwak giftig voor paarden, symptomen kunnen optreden na
het eten van een grote hoeveelheid plantmateriaal.